# I fatti vostri
I fatti vostri è un programma televisivo italiano di genere varietà, game show, talk show e rotocalco, in onda su Rai 2 dal 3 dicembre 1990 in fascia mattutina, prima del TG2 delle 13:00. La trasmissione, ideata da Michele Guardì, con Giovanna Flora e Rory Zamponi, è andata in onda ininterrottamente fino al 30 maggio 2003 e dal 1991 al 1996 ha avuto anche un'edizione aggiuntiva trasmessa in prima serata. Dal 29 settembre 2003 al 30 maggio 2008 ha cambiato titolo in Piazza Grande. Dopo essere stata sostituita nella stagione 2008-2009 dal contenitore Insieme sul Due, dal 22 settembre 2009 è ripresa con il titolo originale.

## Storia

### L'esordio e la staffetta tra Fabrizio Frizzi e Giancarlo Magalli
Il programma nasce in sostituzione del talk show Mezzogiorno è... condotto da Gianfranco Funari. Il format, ideato da Michele Guardì, è quello di un contenitore quotidiano ambientato in una tipica piazza italiana immaginaria, chiamata "Piazza Italia", dove si svolgono interviste con personaggi famosi e persone comuni con storie di vita particolari. Sono previsti anche giochi telefonici a quiz con i telespettatori e intermezzi musicali dal vivo.
Il programma va in onda dallo studio 3 del Centro di Produzione Rai di via Teulada in Roma con la scenografia di Nico Calia ispirata alla piazza di Casteltermini, cittadina di diecimila abitanti in provincia di Agrigento, della quale è originario lo stesso Guardì.
L'esordio avviene il 3 dicembre 1990 con la conduzione di Fabrizio Frizzi. Nel cast della prima edizione figurano inoltre il duo composto da Antonio Maiello e Marcello Cirillo, che cantano e suonano accompagnati dall'orchestra "I Fatti Loro", gli attori Bertino Parisi ed Enzo Garramone rispettivamente nei panni dell'edicolante e del barista e Sabina Guzzanti, alla quale vengono affidati gli spazi comici della trasmissione. Nel corso del programma inoltre Michele Guardì interviene come voce fuoricampo, utilizzando lo pseudonimo Il Comitato, per sottolineare alcuni momenti della trasmissione e per interagire con il pubblico da casa durante il Gioco del camioncino (o Gioco della busta giusta). In tale gioco, il concorrente sceglie una busta chiusa contenente un premio mentre il conduttore propone uno scambio con altri premi o con somme in denaro, lasciando al telespettatore la scelta finale.
Dal 1º marzo 1991 Giancarlo Magalli si affianca come conduttore a Frizzi, impegnato nel varietà del sabato sera di Rai 1 Scommettiamo che...?, fino a sostituirlo del tutto a partire dal 4 marzo fino alla fine della stagione. Nelle ultime settimane di programmazione la trasmissione va in onda anche al sabato.

### La conduzione Fabrizio Frizzi-Alberto Castagna e l'edizione in prima serata
Nella stagione 1991-1992 il programma viene trasmesso dal più ampio studio 1 del Centro di produzione Rai di Via Teulada con una scenografia più ricca e curata. Viene prevista inoltre una versione in prima serata in onda il venerdì sempre dallo stesso studio con il titolo I fatti vostri - Piazza Italia di sera (da ottobre a febbraio).
La formula rimane quella della stagione precedente e il conduttore per la prima parte della stagione è ancora Fabrizio Frizzi. A partire dal 24 febbraio 1992 Frizzi, impegnato nella nuova edizione di Scommettiamo che...?, viene sostituito da Alberto Castagna.

### La terza stagione e le polemiche con Canale 5
Nella terza stagione, con la promozione di Scommettiamo che...? al sabato sera autunnale, la conduzione viene affidata ad Alberto Castagna, che conduce anche l'edizione serale. A fine marzo il programma ritorna nelle mani di Fabrizio Frizzi. Questa edizione è caratterizzata dalla polemica tra Michele Guardì e i vertici Rai da un lato e Fininvest dall'altro, accusata di plagio per aver mandato in onda su Canale 5 nella stessa fascia oraria un programma con un format analogo, Ore 12, condotto da Gerry Scotti, ma con scarso successo di pubblico.

### Il ritorno di Giancarlo Magalli
Con il passaggio di Alberto Castagna alla Fininvest e l'impegno di Fabrizio Frizzi a Scommettiamo che...?, l'edizione 1993-1994 del programma venne affidata di nuovo a Giancarlo Magalli, che rimarrà alla conduzione per tutta la stagione e per le successive (1994-1995 e 1995-1996).
Nella stagione 1995-1996 il programma si arricchisce di due nuovi spazi: un'appendice pomeridiana, in onda dalle 14:00 alle 14:30 e uno spazio notturno dal titolo I fatti vostri - Piazza Italia di notte, in onda alle 00:15, in cui il conduttore offre al pubblico consigli per la lettura. In questa edizione inoltre la parte musicale non è più affidata al duo composto da Antonio Maiello e Marcello Cirillo ma al gruppo Baraonna.
Per il quinto e ultimo anno viene realizzata inoltre la versione di prima serata al venerdì, che in questa edizione vede Wendy Windham come co-conduttrice al fianco di Magalli.

### La conduzione di Massimo Giletti
Nell'autunno del 1996 la trasmissione passa nelle mani di Massimo Giletti e la durata del programma aumenta di mezz'ora anticipando l'inizio alle 11:30. Per alcuni anni la trasmissione sarà divisa in due parti, Anteprima de I fatti vostri e il programma vero e proprio. Con Giletti la trasmissione assume un taglio più giornalistico, senza però rinunciare ai giochi in studio e agli spazi musicali.
La conduzione di Giletti dura per cinque stagioni consecutive, sino al 2001. Al suo fianco, a partire dalla stagione 1997-1998 si alternano diversi co-conduttori come Stefania Orlando, Rita dalla Chiesa, Cloris Brosca, Giorgio Comaschi ed Enrica Bonaccorti. Gli spazi musicali sono curati da Paolo Mengoli, in seguito da Toto Cutugno e infine da Riccardo Fogli.

### La conduzione di Michele La Ginestra e Roberta Capua e il ritorno di Magalli e Giletti
Nell'autunno del 2001 la conduzione del programma viene affidata alla coppia composta da Michele La Ginestra e Roberta Capua. La poca popolarità di La Ginestra, unita a un poco azzeccato affiancamento con la Capua, determina un netto calo degli ascolti, tanto che a dicembre i due vengono affiancati da volti più familiari come quelli di Giancarlo Magalli e Stefania Orlando. Nel mese di gennaio 2002, infine, la conduzione del programma torna in mano a Massimo Giletti, affiancato da Rita Dalla Chiesa, Umberto Smaila e Stefania Orlando.

### La conduzione di Gigi Sabani e Paola Saluzzi
Per la stagione 2002-2003 la conduzione è affidata alla coppia Gigi Sabani e Paola Saluzzi. Nel cast anche Stefania Orlando che ottiene maggiori spazi all'interno del programma, conducendo alcune rubriche ed esordendo come cantante. Ampio spazio viene inoltre dedicato all'oroscopo a cura di Paolo Fox. Aumenta ulteriormente la durata della trasmissione, che va in onda in diretta dalle 11:00 alle 13:00.

### La trasformazione inPiazza Grandee la temporanea chiusura
Nella stagione 2003-2004 la trasmissione cambia titolo in Piazza Grande. Cambia completamente anche la scenografia, pur mantenendo l'aspetto di una piazza. La trasmissione è condotta da Fabrizio Frizzi e il cast fisso comprende anche Stefania Orlando, Alfonso Signorini - che cura uno spazio di gossip, e Paolo Fox che cura la rubrica sull'oroscopo.
L'anno successivo torna a condurre il programma Giancarlo Magalli e nel cast entra Mara Carfagna; Marina Fiordaliso e Gianni Mazza curano la parte musicale e viene dato più spazio a Paolo Fox. A partire da questa edizione viene ripreso anche il Gioco del camioncino già utilizzato nelle prime edizioni del programma.
Nel 2005-2006 la trasmissione si presenta con il medesimo cast ma ad aprile Mara Carfagna, eletta deputata alle elezioni politiche, lascia il programma e viene sostituita da Maria Mazza fino al termine della stagione.
Nella stagione 2006-2007 al fianco di Magalli arriva Roberta Lanfranchi, mentre la parte musicale è affidata a Stefano Palatresi. A gennaio 2007 la Lanfranchi lascia la trasmissione per condurre L'Italia sul 2 e al suo posto arriva Matilde Brandi sino alla fine di quell'edizione.
Nella stagione 2007-2008 ad affiancare Magalli c'è Monica Leofreddi. La parte musicale è affidata ancora a Stefano Palatresi, e a tre interpreti femminili. Si parte in autunno con Arianna Bergamaschi, in seguito sostituita da Silvia Mezzanotte e nell'ultima parte di stagione da Marina Fiordaliso, tornata dopo due anni.
Al termine di questa edizione la Rai decide di chiudere la trasmissione, che viene sostituita l'anno successivo dal programma d'approfondimento Insieme sul Due, sempre a cura di Michele Guardì.

### Il ritorno comeI fatti vostri
Nell'autunno 2009 la Rai decide di riproporre la trasmissione ripristinando anche il titolo originario I fatti vostri. Alla conduzione viene richiamato Giancarlo Magalli, affiancato da Adriana Volpe e Marcello Cirillo. Paolo Fox cura la rubrica dell'oroscopo e i colonnelli Massimo Morico e Guido Guidi in alternanza quello sul meteo, che dalla stagione successiva sarà guidato dal solo Morico.
L'intero cast è confermato anche per le successive stagioni con l'aggiunta di alcuni nuovi ingressi, come la comica Gegia (dal 2010 al 2012), Marisa Laurito, curatrice di una rubrica di cucina nella stagione 2013-2014, il comico Salvatore Marino (dal 2014 al 2017), e Demo Morselli, che cura la parte musicale dal settembre 2012. Nella stagione 2016-2017 prende parte alla trasmissione anche Pippo Baudo con la rubrica a cadenza quindicinale Storie di televisione, in cui si narra la storia della Rai e dei suoi programmi e personaggi più celebri.
Nella stagione 2017-2018, Adriana Volpe e Marcello Cirillo lasciano il programma per dissapori con Giancarlo Magalli e vengono sostituiti da Laura Forgia, Giò Di Tonno e Umberto Broccoli, mentre rimangono Paolo Fox per l'oroscopo e Massimo Morico per il meteo. A partire dalla puntata del 1º novembre 2017 Demo Morselli torna alla direzione d'orchestra. Lo stesso cast viene mantenuto anche nella stagione 2018-2019 con l'eccezione di Laura Forgia, sostituita da Roberta Morise. Da questa stagione la trasmissione inizia alle 11:10.
Nella stagione 2019-2020 l'unico cambio nel cast riguarda l'abbandono di Giò Di Tonno per altri impegni lavorativi e al suo posto l'arrivo di Graziano Galatone. Dal 5 marzo 2020, per la prima volta nella storia, a seguito delle misure di contenimento alla pandemia di COVID-19, il programma va in onda senza pubblico. Dal 9 marzo Paolo Fox decide di allontanarsi temporaneamente dal programma, tornando a occuparsi del suo spazio dapprima dall'11 al 15 maggio in collegamento e successivamente di nuovo in studio, mentre dal 23 marzo, in seguito a ulteriori misure restrittive decise dalla Rai, non compaiono più in studio l'orchestra in studio, Demo Morselli e Graziano Galatone.
Nella stagione 2020-2021 il programma festeggia i trenta anni dalla messa in onda della prima edizione. La conduzione è affidata ancora una volta a Giancarlo Magalli, affiancato dai riconfermati Umberto Broccoli, Paolo Fox e il colonnello Massimo Morico. New entry di questa edizione sono Samanta Togni, che prende il posto di Roberta Morise, e il maestro Stefano Palatresi, che con la sua orchestra si occupa della parte musicale in sostituzione di Demo Morselli. Al programma prendono inoltre parte Salvo Sottile, che due volte alla settimana cura una rubrica in difesa dei cittadini e tutti i giorni la rubrica d'informazione, e Mary Segneri, che cura lo spazio dedicato alla cucina e all'alimentazione. Anche in questa stagione, a seguito della pandemia di COVID-19, non è presente il pubblico in studio. Nel maggio 2021, dopo 21 stagioni di cui 15 consecutive, Giancarlo Magalli decide di lasciare il programma, così come Samanta Togni.

### La conduzione di Salvo Sottile e Anna Falchi
Nella stagione 2021-2022 la conduzione della trasmissione è stata affidata a Salvo Sottile e Anna Falchi, mentre vengono riconfermati Umberto Broccoli, Paolo Fox, Stefano Palatresi e Massimo Morico e inoltre si aggiunge al cast la comica e imitatrice Emanuela Aureli; vi è inoltre l'esordio del Gioco del Porcellino, versione aggiornata dello storico Gioco del camioncino. Nel cast autoriale si segnala l'uscita di Rory Zamponi, che era stata firma del programma sin dall'esordio. Lo stesso cast viene riconfermato anche per la stagione successiva. Venerdì 16 giugno 2023, dopo l'ultima puntata della stagione 2022-2023 viene annunciato l'addio di Salvo Sottile, destinato ad altri progetti su Rai 3.

### L'arrivo di Tiberio Timperi
Il 18 giugno 2023, durante l'ultima puntata di Unomattina in famiglia, Tiberio Timperi ha ufficializzato l'arrivo al programma a partire dalla stagione successiva al posto di Sottile, accanto alla riconfermata Anna Falchi. Lascia il programma anche Emanuela Aureli, mentre entra nel cast Flora Canto.
Giancarlo Magalli torna nel cast dopo tre anni con una rubrica settimanale al martedì, mentre Umberto Broccoli, precedentemente ospite fisso, cura una rubrica settimanale al giovedì.
Nel maggio 2024 viene annunciato che la stessa coppia di conduttori, Timperi-Falchi, è confermata alla guida del programma anche per la stagione 2024-2025 trasmessa a partire dal 16 settembre, con la riconferma di quasi tutto il cast dell'anno precedente ad eccezione di Flora Canto, che viene sostituita da Ilaria Mongiovì.

## Edizioni
| Edizione | Titolo del programma | Inizio            | Fine           | Conduttori          | Conduttori         | Conduttori        | Altri componenti del cast   | Altri componenti del cast | Altri componenti del cast                                       | Altri componenti del cast | Altri componenti del cast      | Note                       |
| -------- | -------------------- | ----------------- | -------------- | ------------------- | ------------------ | ----------------- | --------------------------- | ------------------------- | --------------------------------------------------------------- | ------------------------- | ------------------------------ | -------------------------- |
| 1ª       | I fatti vostri       | 3 dicembre 1990   | 1º giugno 1991 | Fabrizio Frizzi     | Fabrizio Frizzi    | Giancarlo Magalli | L'edicolante Bertino Parisi | Il barista Enzo Garramone | Antonio Maiello e Marcello Cirillo con l'orchestra I Fatti Loro | Sabina Guzzanti           | Sabina Guzzanti                | [ N 3 ]                    |
| 2ª       | I fatti vostri       | 14 ottobre 1991   | 15 maggio 1992 | Fabrizio Frizzi     | Fabrizio Frizzi    | Alberto Castagna  | L'edicolante Bertino Parisi | Il barista Enzo Garramone | Antonio Maiello e Marcello Cirillo con l'orchestra I Fatti Loro | -                         | -                              |                            |
| 3ª       | I fatti vostri       | 21 settembre 1992 | 4 giugno 1993  | Fabrizio Frizzi     | Fabrizio Frizzi    | Alberto Castagna  | L'edicolante Bertino Parisi | Il barista Enzo Garramone | Antonio Maiello e Marcello Cirillo con l'orchestra I Fatti Loro | -                         | -                              |                            |
| 4ª       | I fatti vostri       | 27 settembre 1993 | 27 maggio 1994 | Giancarlo Magalli   | Giancarlo Magalli  | Giancarlo Magalli | L'edicolante Bertino Parisi | Il barista Enzo Garramone | Antonio Maiello e Marcello Cirillo con l'orchestra I Fatti Loro | Cristiana De Caro         | Cristiana De Caro              |                            |
| 5ª       | I fatti vostri       | 26 settembre 1994 | 2 giugno 1995  | Giancarlo Magalli   | Giancarlo Magalli  | Giancarlo Magalli | L'edicolante Bertino Parisi | Il barista Enzo Garramone | Antonio Maiello e Marcello Cirillo con l'orchestra I Fatti Loro | Silvia Fossi              | Silvia Fossi                   |                            |
| 6ª       | I fatti vostri       | 25 settembre 1995 | 31 maggio 1996 | Giancarlo Magalli   | Giancarlo Magalli  | Giancarlo Magalli | L'edicolante Bertino Parisi | Il barista Enzo Garramone | I Baraonna                                                      | Silvia Fossi              | Silvia Fossi                   | [ N 7 ]                    |
| 7ª       | I fatti vostri       | 16 settembre 1996 | 30 maggio 1997 | Massimo Giletti     | Massimo Giletti    | Massimo Giletti   | L'edicolante Bertino Parisi | Il barista Enzo Garramone | I Sempre in Piazza                                              | Silvia Fossi              | Silvia Fossi                   | [ N 9 ]                    |
| 8ª       | I fatti vostri       | 29 settembre 1997 | 5 giugno 1998  | Massimo Giletti     | Massimo Giletti    | Massimo Giletti   | Stefania Orlando            | -                         | Paolo Mengoli                                                   | Sergio Friscia            | -                              | [ N 11 ]                   |
| 9ª       | I fatti vostri       | 28 settembre 1998 | 28 maggio 1999 | Massimo Giletti     | Massimo Giletti    | Massimo Giletti   | Stefania Orlando            | Rita dalla Chiesa         | Toto Cutugno e I Tati di Toto                                   | Sergio Friscia            | Elvis Torregrossa              | [ N 11 ]                   |
| 10ª      | I fatti vostri       | 27 settembre 1999 | 23 giugno 2000 | Massimo Giletti     | Massimo Giletti    | Massimo Giletti   | Stefania Orlando            | Rita dalla Chiesa         | L'orchestra de I fatti vostri                                   | Enrica Bonaccorti         | Enrica Bonaccorti              | [ N 11 ]                   |
| 11ª      | I fatti vostri       | 25 settembre 2000 | 29 giugno 2001 | Massimo Giletti     | Massimo Giletti    | Massimo Giletti   | Cloris Brosca               | Rita dalla Chiesa         | Gli Sciocchenblues                                              | Giorgio Comaschi          | Giorgia Fabi e Marica Giannini | [ N 11 ]                   |
| 12ª      | I fatti vostri       | 24 settembre 2001 | 30 maggio 2002 | Michele La Ginestra | Roberta Capua      | Giancarlo Magalli | Stefania Orlando            | Rita dalla Chiesa         | L'orchestra de I fatti vostri e Umberto Smaila                  | Francesca D'Auria         | Paola Cambiaghi                | [ N 17 ]                   |
| 12ª      | I fatti vostri       | 24 settembre 2001 | 30 maggio 2002 | Massimo Giletti     |                    |                   | Stefania Orlando            | Rita dalla Chiesa         | L'orchestra de I fatti vostri e Umberto Smaila                  | Francesca D'Auria         | Paola Cambiaghi                | [ N 17 ]                   |
| 13ª      | I fatti vostri       | 23 settembre 2002 | 30 maggio 2003 | Gigi Sabani         | Gigi Sabani        | Paola Saluzzi     | Stefania Orlando            | Paolo Fox                 | L'orchestra de I fatti vostri                                   | Francesca D'Auria         | -                              | [ N 19 ]                   |
| 14ª      | Piazza Grande        | 29 settembre 2003 | 28 maggio 2004 | Fabrizio Frizzi     | Fabrizio Frizzi    | Alfonso Signorini | Stefania Orlando            | Paolo Fox                 | -                                                               | -                         | -                              | -                          |
| 15ª      | Piazza Grande        | 13 settembre 2004 | 27 maggio 2005 | Giancarlo Magalli   | Mara Carfagna      | -                 | Gianni Mazza                | Paolo Fox                 | Fiordaliso                                                      | Fiordaliso                | Fiordaliso                     | -                          |
| 16ª      | Piazza Grande        | 12 settembre 2005 | 16 giugno 2006 | Giancarlo Magalli   | Mara Carfagna      | Maria Mazza       | Gianni Mazza                | Paolo Fox                 | Fiordaliso                                                      | Fiordaliso                | Fiordaliso                     | [ N 20 ]                   |
| 17ª      | Piazza Grande        | 11 settembre 2006 | 1º giugno 2007 | Giancarlo Magalli   | Roberta Lanfranchi | Matilde Brandi    | Stefano Palatresi           | Paolo Fox                 | -                                                               | -                         | -                              | [ N 21 ]                   |
| 18ª      | Piazza Grande        | 10 settembre 2007 | 30 maggio 2008 | Giancarlo Magalli   | Monica Leofreddi   | Monica Leofreddi  | Stefano Palatresi           | Paolo Fox                 | Arianna Bergamaschi                                             | Silvia Mezzanotte         | Fiordaliso                     | -                          |
| 19ª      | I fatti vostri       | 22 settembre 2009 | 28 maggio 2010 | Giancarlo Magalli   | Adriana Volpe      | Marcello Cirillo  | Massimo Morico (meteo)      | Paolo Fox                 | -                                                               | -                         | -                              | -                          |
| 20ª      | I fatti vostri       | 13 settembre 2010 | 27 maggio 2011 | Giancarlo Magalli   | Adriana Volpe      | Marcello Cirillo  | Massimo Morico (meteo)      | Paolo Fox                 | Gegia                                                           | Gegia                     | Gegia                          |                            |
| 21ª      | I fatti vostri       | 19 settembre 2011 | 1º giugno 2012 | Giancarlo Magalli   | Adriana Volpe      | Marcello Cirillo  | Massimo Morico (meteo)      | Paolo Fox                 | Gegia                                                           | Gegia                     | Gegia                          |                            |
| 22ª      | I fatti vostri       | 24 settembre 2012 | 31 maggio 2013 | Giancarlo Magalli   | Adriana Volpe      | Marcello Cirillo  | Massimo Morico (meteo)      | Paolo Fox                 | Demo Morselli                                                   | -                         | -                              |                            |
| 23ª      | I fatti vostri       | 23 settembre 2013 | 30 maggio 2014 | Giancarlo Magalli   | Adriana Volpe      | Marcello Cirillo  | Massimo Morico (meteo)      | Paolo Fox                 | Demo Morselli                                                   | Marisa Laurito            | -                              |                            |
| 24ª      | I fatti vostri       | 8 settembre 2014  | 29 maggio 2015 | Giancarlo Magalli   | Adriana Volpe      | Marcello Cirillo  | Massimo Morico (meteo)      | Paolo Fox                 | Demo Morselli                                                   | Salvatore Marino          | -                              |                            |
| 25ª      | I fatti vostri       | 7 settembre 2015  | 27 maggio 2016 | Giancarlo Magalli   | Adriana Volpe      | Marcello Cirillo  | Massimo Morico (meteo)      | Paolo Fox                 | Demo Morselli                                                   | Salvatore Marino          | -                              |                            |
| 26ª      | I fatti vostri       | 12 settembre 2016 | 26 maggio 2017 | Giancarlo Magalli   | Adriana Volpe      | Marcello Cirillo  | Massimo Morico (meteo)      | Paolo Fox                 | Demo Morselli                                                   | Salvatore Marino          | -                              | [ N 22 ]                   |
| 27ª      | I fatti vostri       | 18 settembre 2017 | 1º giugno 2018 | Giancarlo Magalli   | Laura Forgia       | Giò Di Tonno      | Massimo Morico (meteo)      | Paolo Fox                 | Demo Morselli                                                   | Umberto Broccoli          | -                              | [ N 23 ]                   |
| 28ª      | I fatti vostri       | 10 settembre 2018 | 31 maggio 2019 | Giancarlo Magalli   | Roberta Morise     | Giò Di Tonno      | Massimo Morico (meteo)      | Paolo Fox                 | Demo Morselli                                                   | Umberto Broccoli          | -                              | [ N 24 ]                   |
| 29ª      | I fatti vostri       | 16 settembre 2019 | 12 giugno 2020 | Giancarlo Magalli   | Roberta Morise     | Graziano Galatone | Massimo Morico (meteo)      | Paolo Fox                 | Demo Morselli                                                   | Umberto Broccoli          | -                              | [ N 25 ]                   |
| 30ª      | I fatti vostri       | 14 settembre 2020 | 28 maggio 2021 | Giancarlo Magalli   | Samanta Togni      | Salvo Sottile     | Massimo Morico (meteo)      | Paolo Fox                 | Stefano Palatresi                                               | Umberto Broccoli          | Mary Segneri                   | [ N 26 ]                   |
| 31ª      | I fatti vostri       | 14 settembre 2021 | 3 giugno 2022  | Salvo Sottile       | Anna Falchi        | Emanuela Aureli   | Massimo Morico (meteo)      | Paolo Fox                 | Stefano Palatresi                                               | Umberto Broccoli          | -                              | [ N 27 ]                   |
| 32ª      | I fatti vostri       | 12 settembre 2022 | 16 giugno 2023 | Salvo Sottile       | Anna Falchi        | Emanuela Aureli   | Massimo Morico (meteo)      | Paolo Fox                 | Stefano Palatresi                                               | Umberto Broccoli          | -                              | [ N 28 ] [ 6 ] [ 7 ] [ 8 ] |
| 33ª      | I fatti vostri       | 18 settembre 2023 | 31 maggio 2024 | Tiberio Timperi     | Anna Falchi        | Flora Canto       | Massimo Morico (meteo)      | Paolo Fox                 | Stefano Palatresi                                               | Umberto Broccoli          | Giancarlo Magalli              |                            |
| 34ª      | I fatti vostri       | 16 settembre 2024 | 30 maggio 2025 | Tiberio Timperi     | Anna Falchi        | Ilaria Mongiovì   | Massimo Morico (meteo)      | Paolo Fox                 | Stefano Palatresi                                               | Umberto Broccoli          | Giancarlo Magalli              |                            |

## I fatti vostri - Piazza Italia di sera
Per cinque stagioni televisive il programma, in seguito ai grandi riscontri di pubblico, ha avuto spazio anche al venerdì in prima serata con un appuntamento intitolato I fatti vostri - Piazza Italia di sera.
| Edizione | Inizio            | Fine            | Conduttore                          | Altri componenti del cast   | Altri componenti del cast | Altri componenti del cast                                                                           |
| -------- | ----------------- | --------------- | ----------------------------------- | --------------------------- | ------------------------- | --------------------------------------------------------------------------------------------------- |
| 1ª       | 4 ottobre 1991    | 7 febbraio 1992 | Fabrizio Frizzi                     | L'edicolante Bertino Parisi | Il barista Enzo Garramone | La parte musicale è affidata al duo Antonio Maiello e Marcello Cirillo con l'orchestra I fatti loro |
| 2ª       | 2 ottobre 1992    | 28 maggio 1993  | Alberto Castagna Fabrizio Frizzi    | L'edicolante Bertino Parisi | Il barista Enzo Garramone | La parte musicale è affidata al duo Antonio Maiello e Marcello Cirillo con l'orchestra I fatti loro |
| 3ª       | 8 ottobre 1993    | 27 maggio 1994  | Giancarlo Magalli                   | L'edicolante Bertino Parisi | Il barista Enzo Garramone | La parte musicale è affidata al duo Antonio Maiello e Marcello Cirillo con l'orchestra I fatti loro |
| 4ª       | 30 settembre 1994 | 9 giugno 1995   | Giancarlo Magalli                   | L'edicolante Bertino Parisi | Il barista Enzo Garramone | La parte musicale è affidata al duo Antonio Maiello e Marcello Cirillo con l'orchestra I fatti loro |
| 5ª       | 22 settembre 1995 | 7 giugno 1996   | Giancarlo Magalli con Wendy Windham | L'edicolante Bertino Parisi | Il barista Enzo Garramone | La parte musicale è affidata ai Baraonna con l'orchestra de I fatti vostri                          |

## I fatti vostri - Piazza Italia di notte
Nella stagione 1995/1996, oltre alla consueta edizione quotidiana del mezzogiorno, e quella in prima serata del venerdì, viene realizzata una striscia quotidiana in onda alle 00:15 dal titolo I fatti vostri - Piazza Italia di notte. Nella trasmissione, della durata di circa 10 minuti, il conduttore Giancarlo Magalli offriva ai telespettatori consigli per la lettura.

## Puntate speciali
- Venerdì 2 ottobre 1992 in prima serata su Rai 2 viene mandato un appuntamento  intitolato I Fatti vostri - La sorpresa di Raidue, una puntata speciale condotta da Alberto Castagna con un ampio spazio dedicato alle scommesse in collegamento con Scommettiamo che...? e il Teatro delle Vittorie. La serata speciale è organizzata appositamente per contrastare Gerry Scotti che nella stessa stagione conduce nella fascia del mezzogiorno di Canale 5 il programma Ore 12 e che quella stessa sera esordisce sempre su Canale 5 con La grande sfida. Entrambe le trasmissioni sono accusate di somigliare troppo rispettivamente a I fatti vostri e Scommettiamo che...?.
- Il 31 dicembre 1992, 1993 e 1994 viene trasmesso uno speciale del programma per festeggiare insieme al cast l'arrivo del nuovo anno. Mentre nell'edizione 1992 (condotta da Alberto Castagna) la trasmissione è trasmessa in seconda serata, nelle altre due edizioni (condotte da Giancarlo Magalli) va in onda in prima serata, subito dopo il messaggio di fine anno del Presidente della Repubblica.
- Il 6 maggio 1993 il programma festeggia in prima serata la puntata numero 500.
- Il 28 marzo 1994 in occasione delle elezioni politiche viene realizzata una puntata speciale dal titolo I Fatti Vostri - Risultati in Piazza, nella quale in collaborazione con il TG2 si segue lo spoglio elettorale.
- Dal 1994 al 2000 l'intero gruppo di lavoro e il cast del programma hanno realizzato negli studi della trasmissione la maratona televisiva Telethon.
- Il 25 dicembre 1996 nella fascia pomeridiana di Rai 2 va in onda lo speciale I fatti vostri - Buon Natale in famiglia, in cui il cast del programma, insieme agli allora conduttori di Mezzogiorno in famiglia, Tiberio Timperi e Barbara D'Urso (altro programma ideato da Guardì), tengono compagnia al pubblico con giochi e storie.
- Venerdì 30 aprile 1999 viene realizzato in prima serata I Fatti Vostri - Speciale Padre Pio, una serata dedicata alla figura di Padre Pio, che il successivo 2 maggio venne beatificato da papa Giovanni Paolo II. Lo speciale è condotto da Massimo Giletti con Fabrizio Frizzi in collegamento da San Giovanni Rotondo, e Giancarlo Magalli collegato da Pietrelcina.
- Dal 2005 al 2007 e dal 2009 al 2011 negli ultimi giorni dell'anno è stata realizzata una prima serata dedicata all'oroscopo, nella quale Paolo Fox in compagnia del cast del programma e di numerosi ospiti svelava le previsioni astrali dell'imminente nuovo anno.
- In quasi tutte le edizioni, in occasione del Natale, viene ospitato un frate del convento di Padre Pio, il quale porta in studio il Bambinello di Padre Pio. La puntata, inoltre, si chiude sempre con il regista Michele Guardì che, assieme a tutto il cast della trasmissione, canta la canzone Buon Natale all'italiana, scritta da Garinei e Giovannini con le musiche di Gorni Kramer e che Mario Riva incise nel 1958 nello stesso studio televisivo da cui viene trasmesso il programma.

## I fatti vostri - Il Giornale della Piazza
Nell'autunno del 1993, in seguito al grande successo di pubblico, viene realizzato un settimanale dal titolo I fatti vostri - Il Giornale della Piazza. La rivista, realizzata in stile tabloid, era diretta da Dino Sanzò, allora alla guida del Radiocorriere TV, settimanale al quale I fatti vostri - Il Giornale della Piazza veniva allegato e distribuito in edicola al mercoledì. Michele Guardì, autore della trasmissione e protagonista nel ruolo del Comitato, aveva il ruolo di Direttore Popolare. Tutti i protagonisti del programma invece prendevano parte al progetto firmando articoli e rubriche legate all'attualità, alla salute e al benessere e ad argomenti vari come natura, viaggi, economia domestica e altre tematiche presenti in trasmissione. Durante la trasmissione di Rai 2 per tutta la stagione 1993/1994 venne realizzato un gioco telefonico nel quale Giancarlo Magalli poneva domande al pubblico a casa legate ai contenuti del numero in edicola, in palio diverse somme di denaro in gettoni d'oro.

## Sigla
La sigla Bla bla bla è stata composta e scritta da Fabio Frizzi (fratello maggiore del più noto Fabrizio), Giulio Perretta e dallo stesso Michele Guardì ed era cantata nella prima edizione, con apposito testo, da Fabrizio Frizzi; in seguito viene usata solo la base musicale, che diventa anche il jingle (in forma ridotta) che intermezza i momenti della trasmissione.

## Logo
Dal 1990 alla stagione 2015-2016 il programma ha mantenuto sempre lo stesso logo, ideato da Franco Basile, grafico del settore RAI G.E.S (Grafica Effetti Speciali) (dal periodo 2003/2004 a quello 2007/2008 il programma adottò un logo simile al precedente, con scritto però Piazza Grande). Dalla stagione 2016-2017 viene introdotto il nuovo logo della trasmissione.

1990-2003, 2009-2016
2003-2008

## Audience
| Edizione | Rete televisiva | Anno      | Programmazione | Programmazione | Programmazione | Programmazione | Programmazione | Programmazione | Programmazione | Orario      | Telespettatori | Share  |
| Edizione | Rete televisiva | Anno      | L              | M              | M              | G              | V              | S              | D              | Orario      | Telespettatori | Share  |
| -------- | --------------- | --------- | -------------- | -------------- | -------------- | -------------- | -------------- | -------------- | -------------- | ----------- | -------------- | ------ |
| 20ª      | Rai 2           | 2010-2011 |                |                |                |                |                |                |                | 11:00-13:00 | 892 000        | 10,25% |
| 21ª      | Rai 2           | 2011-2012 | 895 000        | 10,27%         |                |                |                |                |                | 11:00-13:00 |                |        |
| 22ª      | Rai 2           | 2012-2013 | 881 000        | 9,71%          |                |                |                |                |                | 11:00-13:00 |                |        |
| 23ª      | Rai 2           | 2013-2014 | 835 000        | 9,63%          |                |                |                |                |                | 11:00-13:00 |                |        |
| 24ª      | Rai 2           | 2014-2015 | 853 000        | 9,65%          |                |                |                |                |                | 11:00-13:00 |                |        |
| 25ª      | Rai 2           | 2015-2016 | 834 000        | 10,06%         |                |                |                |                |                | 11:00-13:00 |                |        |
| 26ª      | Rai 2           | 2016-2017 | –              | –              |                |                |                |                |                | 11:00-13:00 |                |        |
| 27ª      | Rai 2           | 2017-2018 | –              | –              |                |                |                |                |                | 11:00-13:00 |                |        |
| 28ª      | Rai 2           | 2018-2019 | –              | –              | 11:10-13:00    |                |                |                |                |             |                |        |
| 29ª      | Rai 2           | 2019-2020 | –              | –              | 11:10-13:00    |                |                |                |                |             |                |        |
| 30ª      | Rai 2           | 2020-2021 | –              | 7,5%           | 11:10-13:00    |                |                |                |                |             |                |        |
| 31ª      | Rai 2           | 2021-2022 | –              | –              | 11:10-13:00    |                |                |                |                |             |                |        |
| 32ª      | Rai 2           | 2022-2023 | –              | –              | 11:10-13:00    |                |                |                |                |             |                |        |
| 33ª      | Rai 2           | 2023-2024 | –              | –              | 11:10-13:00    |                |                |                |                |             |                |        |
| 34ª      | Rai 2           | 2024-2025 | –              | –              | 11:10-13:00    |                |                |                |                |             |                |        |